# Reinado Sombrio
Reinado Sombrio (no original: Dark Reign) é o arco de história de banda desenhada da Marvel Comics que tem início logo após a conclusão da saga Invasão Secreta.

## Enredo
Nesta fase, os comandados de Norman Osborn assumiram as identidades heroicas dos Vingadores que não haviam obedecido à Lei de Registro de Super-humanos. O vilão ficou mais poderoso do que nunca, pois deteve quase todo o patrimônio tecnológico de Tony Stark, a confiança do governo e da população dos Estados Unidos e a diretoria da M.A.R.T.E.L.O., agência que substituiu a S.H.I.E.L.D., extinta após o fracasso em conter os efeitos da invasão alienígena. Enquanto Osborn permaneceu no poder, os seus colaboradores (que formaram a Cabala, grupo maligno que imitava os Illuminati) foram: Loki, o Capuz, Doutor Destino, Namor e Emma Frost (ao perceber a besteira que fez, Namor saiu do grupo com Emma Frost e se aliou os X-Men, contra Osborn). Osborn também criou sua própria versão dos Vingadores, primariamente com vilões que fizeram parte de seus Thunderbolts, alguns disfarçados como antigos Vingadores. Os chamados Vingadores Sombrios incluíram Osborn como "Patriota de Ferro", uma armadura do Homem de Ferro pintada nas cores da bandeira dos Estados Unidos, Rocha Lunar (Karla Sofen) como Miss Marvel, Venom (Mac Gargan) como Homem-Aranha, Daken como seu pai Wolverine, Mercenário como Gavião Arqueiro, Noh-Varr como Capitão Marvel, mais Sentinela e Ares. A saga culminou no Cerco a Asgard, evento que derrubou Norman Osborn e os pseudo-heróis sob o seu comando, finalizando a era conhecida como "Reinado Sombrio".